# Spathius sul
Spathius sul är en stekelart som beskrevs av Nixon 1943. Spathius sul ingår i släktet Spathius och familjen bracksteklar. Inga underarter finns listade i Catalogue of Life.